# A*Teens
A*Teens byla švédská popová skupina založená v roce 1998. Původně se jmenovala ABBA Teens a hrála skladby skupiny ABBA. V souvislosti se svou vlastní tvorbou se později přejmenovala na A*Teens. V roce 2004, po 6 letech trvání a vydání alba Greatest Hits, skupina oznámila přestávku. Rozpad nebyl nikdy oficiálně ohlášen, ale všichni její členové přešli na sólovou dráhu.

## Členové
- Marie Serneholt
- Dhani Lennevald
- Amit Paul
- Sara Lumholdt